# Orthetrum signiferum
Orthetrum signiferum – gatunek ważki z rodziny ważkowatych (Libellulidae).